# Sunnyvale, Texas
Sunnyvale là một thị trấn thuộc quận Dallas, tiểu bang Texas, Hoa Kỳ. Năm 2010, dân số của thị trấn này là 5130 người.

## Dân số
- Dân số năm 2000: 2693 người.
- Dân số năm 2010: 5130 người.